# Judita (Vorname)
Judita ist ein weiblicher Vorname (abgeleitet von Judith).

## Personen
- Judita Čeřovská (1929–2001), deutsch-tschechische Pop- und Chansonsängerin
- Judita Simonavičiūtė (* 1956), litauische Politikerin, stellvertretende Bürgermeisterin von Klaipėda (2007–2011)